# Chrysosplenium sikangense
Chrysosplenium sikangense är en stenbräckeväxtart som beskrevs av Hiroshi Hara. Chrysosplenium sikangense ingår i släktet gullpudror, och familjen stenbräckeväxter. Inga underarter finns listade i Catalogue of Life.